# Церковь Александра Невского (Копенгаген)
Це́рковь благове́рного кня́зя Алекса́ндра Не́вского (дат. Aleksandr Nevskij Kirke) — православный храм в Копенгагене (Дания). Здание относится к достопримечательностям датской столицы.
Храм находится в юрисдикции Берлинской и Германской епархии Русской православной церкви заграницей. Настоятель — митрополит Марк (Арндт).

## История
Первый русский православный храм в Копенгагене был освящён во второй четверти XVIII века в доме русского посла.
Современный храм был построен по желанию императрицы Марии Фёдоровны, дочери датского короля. В 1881 году русское правительство приобрело участок на улице Bredgade и ассигновало 300 000 рублей, куда входили 70 000 из личной кассы императора Александра III. В том же году была начата постройка храма. Церковь строилась по проекту профессора Д. И. Гримма (без проведения конкурса). В строительстве участвовали директор датской академии художеств профессор Ф. Мельдаль и местный архитектор Альберт Х. Нильсен (дат. Albert Nielsen).
29 августа (10 сентября) 1881 года храм был освящен протоиереем Иоанном Янышевым в сослужении с протоиереем Н. И. Волобуевым и иеромонахом Александро-Невской лавры Митрофаном I-м. На освящении присутствовали Александр III, Мария Фёдоровна, цесаревич Николай Александрович, великий князь Георгий Александрович, великая княжна Ксения Александровна, датский король Христиан IX и греческая королева Ольга Константиновна.
В 1920 годы храм находился в юрисдикции Управляющего русскими приходами в Западной Европе Русской православной церкви.
Храм был центром русской жизни для оказавшихся в изгнании русских эмигрантов. В храме молилась, находясь в эмиграции, Мария Фёдоровна, здесь же 19 октября 1928 года её отпел митрополит Евлогий (Георгиевский). В середине 1930-х годов приходским старостой храма был избран Кристиан фон Шальбург, являвшийся активным прихожанином.
С переходом митрополита Евлогия (Георгиевского) в Константинопольский патриархат, в Западноевропейском экзархате русских приходов. В 1983 году приход со всем его имуществом передан Берлинской и Германской епархии Русской православной церкви за границей
В апреле 2000 года часть прихода вышла из юрисдикции РПЦЗ и перешла в лоно Русской православной церкви, основав 19 апреля новый приход святого Александра Невского, расположившийся по адресу Nyhavn, 22.
11 января 2017 года в храме прошло отпевание главы рода Романовых князя Димитрий Романовича, долгое время проживавшего в Дании и скончавшегося 31 декабря 2016 года в Копенгагене.

## Архитектура, убранство
Храм построен в русско-византийском стиле из датского красного облицовочного кирпича. Представляет собой базилику с выраженным главным западным фасадом, ориентированным на красную линию улицы. Внутри помещение церкви делится на три нефа двумя трехпролётными аркадами, которые опираются на металлические колонны. Фасад украшен по фронту белым песчаником по рисунку художника А. К. Фишера. Нижний этаж облицован серым гранитом.
Вход в храм широкий, крытый; лестницы выполнены из белого мрамора. По стенам входа написан 120-й псалом: «Возведох очи мои в горы…».
На фронтоне в нише находится икона святого благоверного великого князя Александра Невского, написанная на плите из вулканического камня профессором Ф. А. Бронниковым.
Храм освещается сводчатыми окнами с матовыми стеклами. Пол в церкви мраморный мозаичный, в алтаре — дубовый паркетный. Стены и потолок расписаны византийским золоченым орнаментом по темному фону. Бронзовое паникадило в виде креста — подарок Александра III.
Резной иконостас был выполнен из темного американского ореха. Иконы написаны на холсте художником Ф. А. Бронниковым.

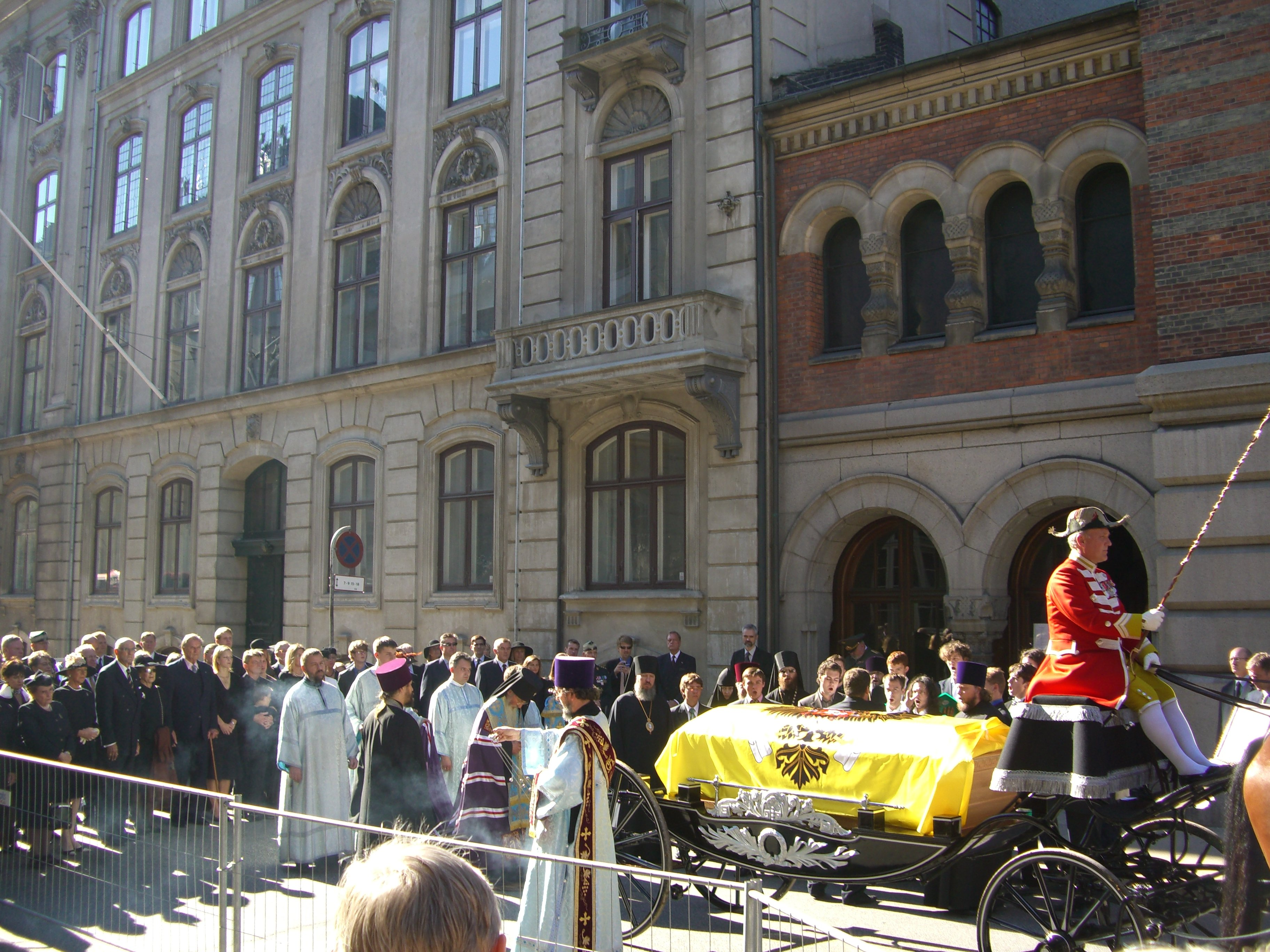
Лития по Марии Фёдоровне возле храма, в день переноса её гроба в порт 17 сентября 2006 года

На горнем месте находится картина «Христос укрощает бурю» (Мф. 8,23—27) кисти Ф. А. Бронникова; справа от входа — картина «Хождение по водам» (Мф. 14, 22—36) А. П. Боголюбова. По обеим сторонам от алтаря расположены картины из жития Александра Невского, написанные И. Н. Крамским: молитва князя с дружиной перед Невской битвой в Софии; пострижение князя в схиму.
Среди почитаемых святынь в храме находятся:
- киот с иконами, принадлежавшими императрице («шкафчик Марии Феодоровны»), помещённый в южной части храма, у алтаря.
- чудотворная икона Божией Матери «Копенгагенская-Иерусалимская», именуемая «плачущей». Икона была передана вдовствующей императрице в утешение от русских монахов с Афона[3]

В звоннице 6 колоколов общим весом 640 килограмм (самый большой весит 288 килограмм).